# Magnieu
Magnieu är en kommun i departementet Ain i regionen Auvergne-Rhône-Alpes i östra Frankrike. Kommunen ligger  i kantonen Belley som ligger i arrondissementet Belley. Kommunens areal är 11,37 km². År 2022 hade Magnieu 651 invånare.

## Befolkningsutveckling
Antalet invånare i kommunen Magnieu
Referens: INSEE